# Nirim
Nirim (en hebreo: נִירִים‎; en árabe: نيريم‎) es un kibutz ubicado en el suroeste de Israel, en la zona noroeste del desierto del Néguev, cerca de la Franja de Gaza. Ubicado a 7 kilómetros al este de Jan Yunis, es dependiente del Concejo Regional Eshkol. En 2021 tenía una población de 407 habitantes.

## Historia
El kibutz se estableció en octubre de 1946 como parte de los 11 puntos en el Néguev, cuyo objetivo era establecer una presencia judía en el Néguev para reclamarlo como parte de un futuro Estado judío. Lleva el nombre de la brigada Nir del movimiento juvenil Hashomer Hatzair, algunos de cuyos miembros ayudaron a establecer el kibutz, y se estableció originalmente en un lugar llamado "Dangour", donde ahora está el kibutz Sufa. Uno de los fundadores fue Dan Zur, que se convirtió en uno de los principales arquitectos paisajistas de Israel.
Al estallar la guerra árabe-israelí de 1948, el 15 de mayo de 1948, el kibutz fue el primer asentamiento judío de Israel en ser atacado por el ejército egipcio, en la batalla de Nirim. Contaba con 39 defensores. Durante la batalla, los egipcios se acercaron a menos de 25 metros del perímetro del kibutz y ocho de sus defensores murieron, antes de que los egipcios se retiraran. Todas las casas fueron destruidas en el ataque.
Nirim siguió siendo un puesto avanzado de las Fuerzas de Defensa de Israel (IDF) contra el ejército egipcio durante toda la guerra. Tras la guerra, las FDI querían el lugar por su situación estratégica, mientras que los kibbutzniks querían trasladarse al norte, a la línea de 200 milímetros de lluvia al año, por lo que el kibutz se trasladó unos 15 kilómetros al noreste, junto al emplazamiento de una antigua sinagoga en Horvat Maon. Durante la escisión del Mapam en 1952, los partidarios de Moshe Sneh fueron expulsados del kibutz. Hasta 1956, fue blanco de los ataques de los fedayines palestinos desde la Franja de Gaza.
Desde el año 2000, Nirim ha sufrido el impacto de cohetes Qassam disparados desde la Franja de Gaza. Tras el lanzamiento por Israel de la Operación Plomo Fundido, en enero de 2009, la mayoría de los miembros de Nirim, así como de otros pueblos cercanos a la Franja de Gaza, fueron evacuados. Decenas de familias de Nirim permanecieron en el kibutz Mishmar HaEmek, en el valle de Jezreel, durante un mes, hasta el final de la operación.
El 26 de agosto de 2014, el último día de la Operación Acantilado Poderoso, el jefe de seguridad, Ze'ev "Ze'evik" Etzion, y el jefe adjunto de seguridad, Shachar Melamed, murieron en un ataque con cohetes. Ambos estaban trabajando con un equipo de electricistas y otros miembros del kibutz, intentando restablecer la electricidad en la comunidad después de que la torre de alta tensión que suministraba electricidad a todo el kibutz fuera alcanzada por un cohete ese mismo día. El mismo ataque con cohetes que mató a Ze'evik y Shachar, voló las piernas de Gadi Yarkoni, que sería posteriormente alcalde del Consejo Regional de Eshkol. 

### Ataques desde Gaza
Nirim fue atacada por militantes de Hamás en la incursión de octubre de 2023. Al menos cinco personas murieron en el ataque y muchas resultaron heridas. Algunos miembros del kibutz fueron secuestrados y llevados a la Franja de Gaza. Aproximadamente 7 horas después de que los atacantes ingresaran al kibutz, los soldados de las Fuerzas de Defensa de Israel mataron a nueve miembros de Hamás que todavía estaban allí, y que habían causado destrozos y otros daños importantes. En respuesta, se inició una iniciativa de financiación colectiva para apoyar la restauración del kibutz, que acumuló más de medio millón de NIS en tan solo unos días.

## Economía
Nirim produce cacahuetes, boniatos, nabos, zanahorias, trigo, cebada, aguacate y otras verduras de cultivo ecológico, y los exporta a Europa. Los agricultores trabajan la tierra hasta la barrera de la franja de Gaza. Tras la retirada de Israel de Gaza en 2005, el Ministerio de Defensa decidió construir una franja de seguridad en los alrededores de Gaza, que debía atravesar el territorio agrícola de Nirim, al que se pidió que cediera un millón de nuevos séquel de sus fondos de compensación.